# Кампу-Пекену (станція метро)
38°44′28″ пн. ш. 9°8′48″ зх. д. / 38.74111° пн. ш. 9.14667° зх. д.
Ќампу-Пеќену (порт. Campo Pequeno) — станція Лісабонського метрополітену. Є однією з перших одинадцяти станцій метро у Лісабоні, в Португалії. Знаходиться у центральній частині міста. Розташована на Жовтій лінії (або Соняшника), між станціями «Салданья» і «Ентре-Кампуш». Станція берегового типу, мілкого закладення. Введена в експлуатацію 29 грудня 1959 року . Розташована в першій зоні, вартість проїзду в межаї якої становить 0,75 євро. Назва станції походить від назви арени, на якій реалізується торада — «Мале Поле» (порт. Campo Pequeno).

## Опис
За архітектурою станція є однією з найгарніших у Лісабонському метро, оскільки при декорації станції використані скульптури типових португальських жінок. На стінах же головної зали зображені бики як головні учасники торади. Архітектор оригінального проекту — Falcão e Cunha, художні роботи виконала — Maria Keil (першопочатковий вигляд станції). Станція зазнала двох реконструкцій. Спочатку у 1979 році в рамках архітектурного проекту Benoliel de Carvalho було збудовано додатковий вестибюль і подовжено платформи станції, які змогли приймати по 6 вагонів у кожному напрямку. Пізніше у 1994 році було змінено інтер'єр і декорацію станції (архітектори — Duarte Nuno Simões, Nuno Simões, скульптор — Francisco Simões). Станція має два вестибюлі підземного типу (у південній та північній частинах), що мають чотири виходи на поверхню. На станції заставлено тактильне покриття. 

## Режим роботи[5]
Відправлення першого поїзду відбувається з кінцевих станцій лінії:
- ст. «Рату» — 06:30
- ст. «Одівелаш» — 06:30

Відправлення останнього поїзду відбувається з кінцевих станцій лінії:
- ст. «Рату» — 01:00
- ст. «Одівелаш» — 01:00

## Галерея зображень

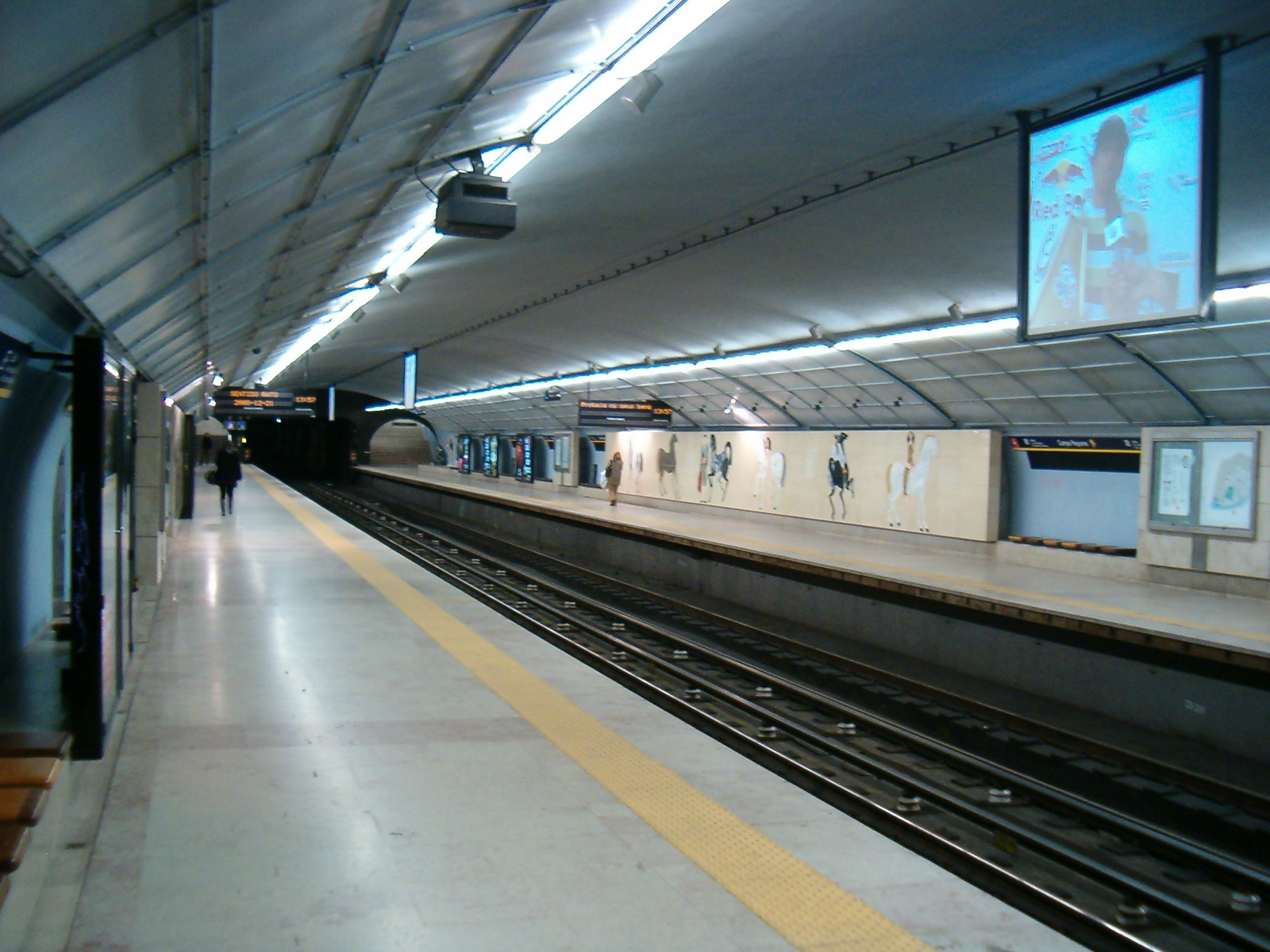
Головна зала станції
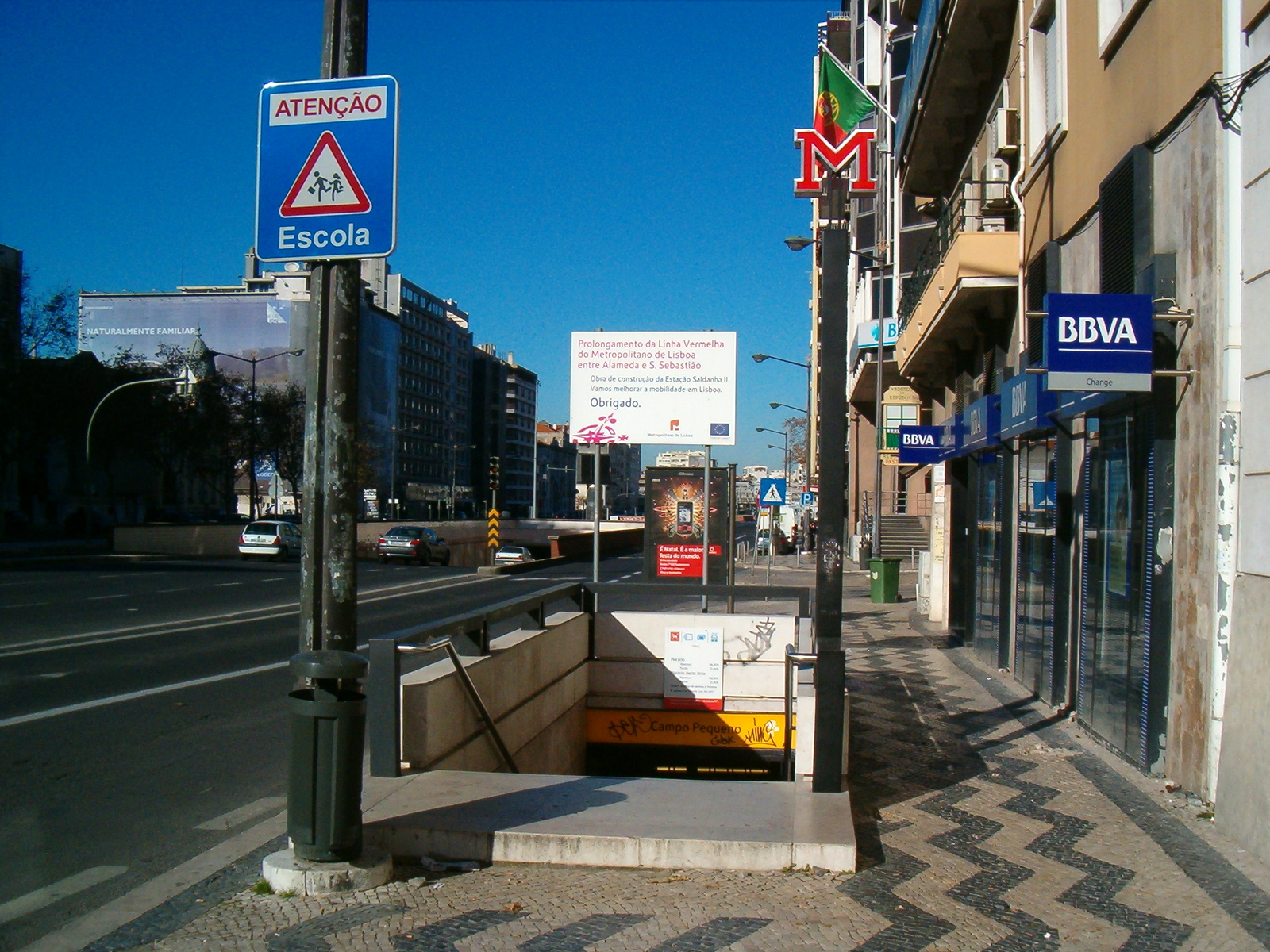
Вхід з вулиці
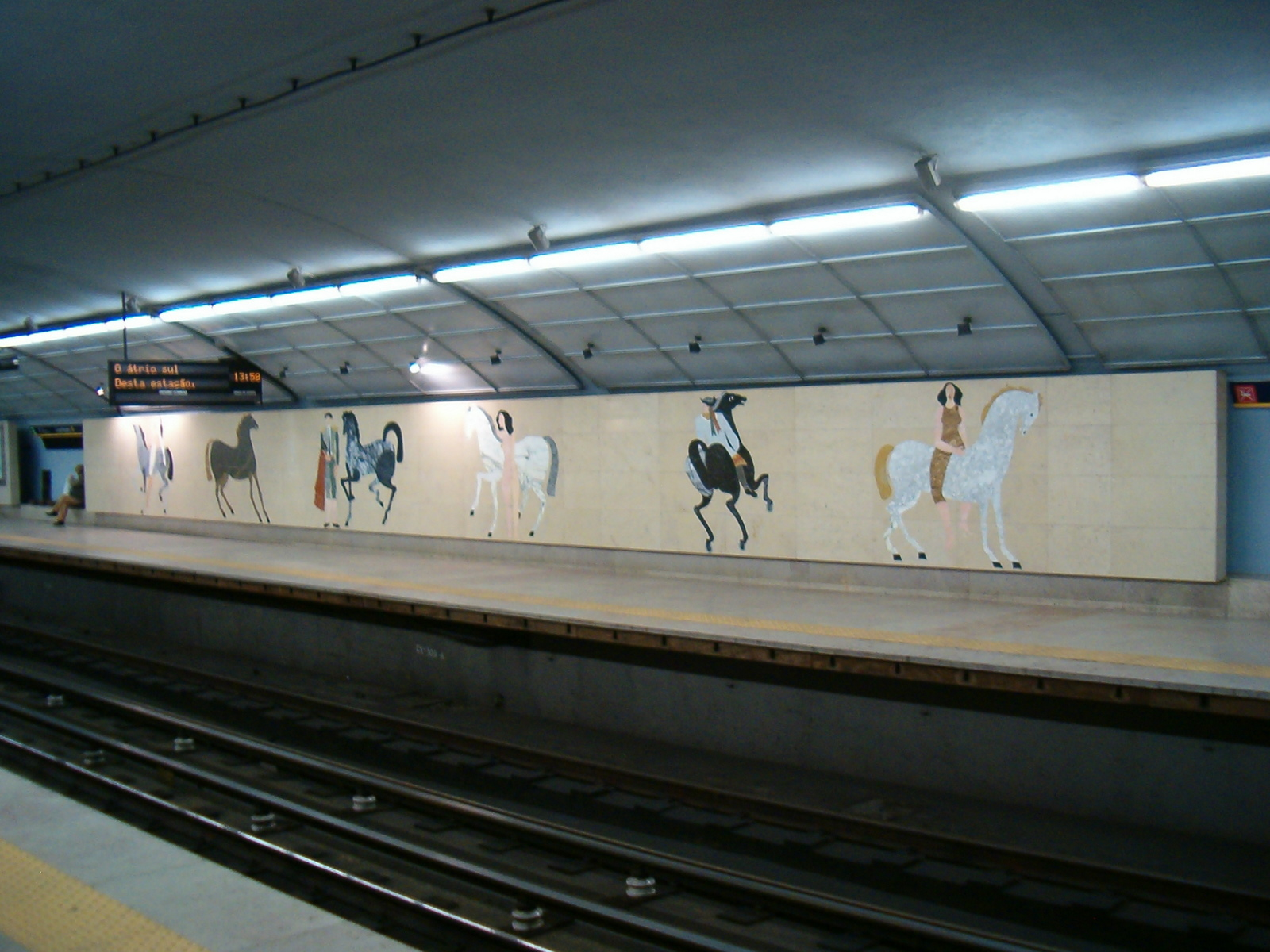
Зображення биків португальської торади
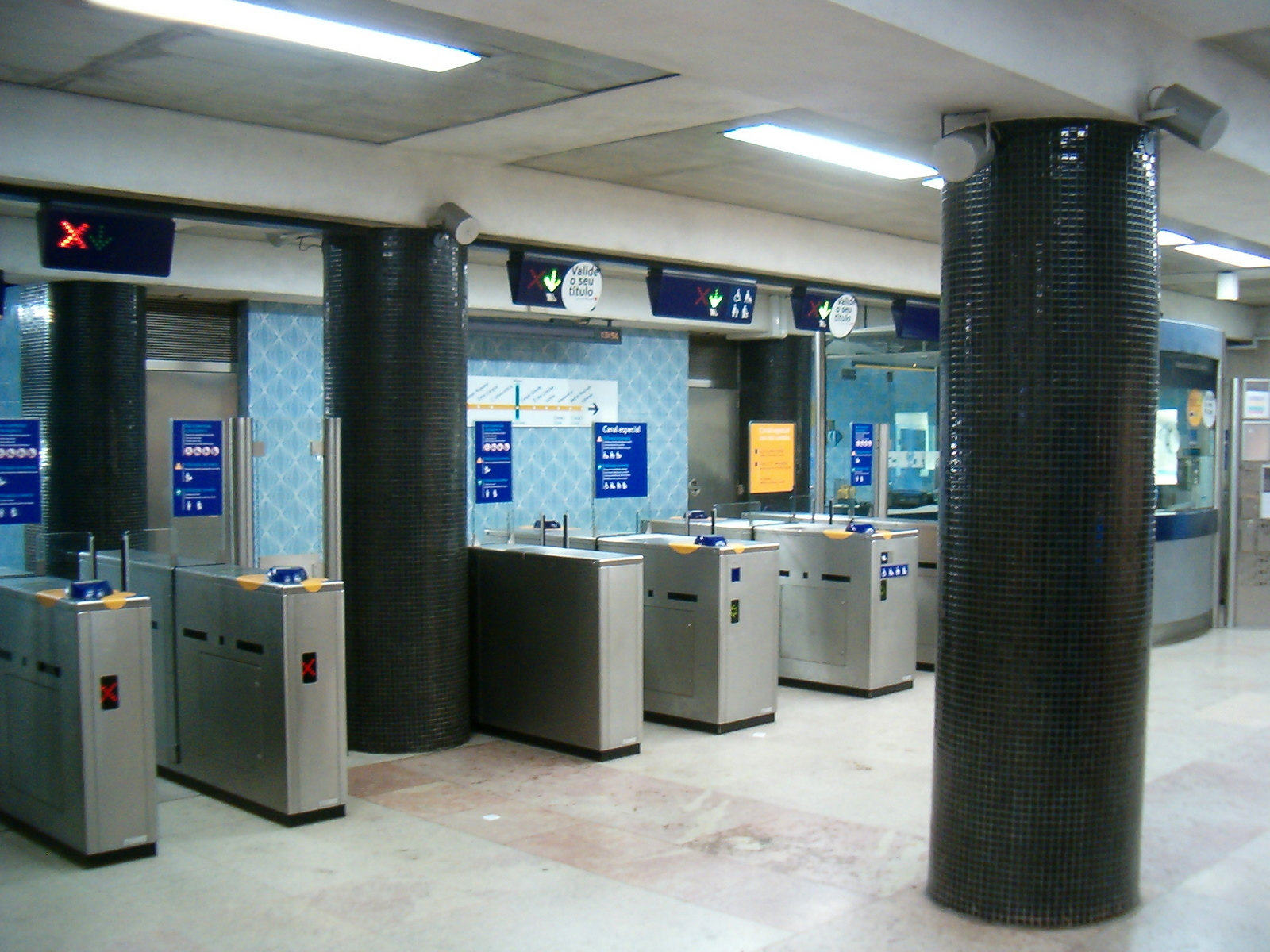
Пропускні турнікети у вестибюлі станції
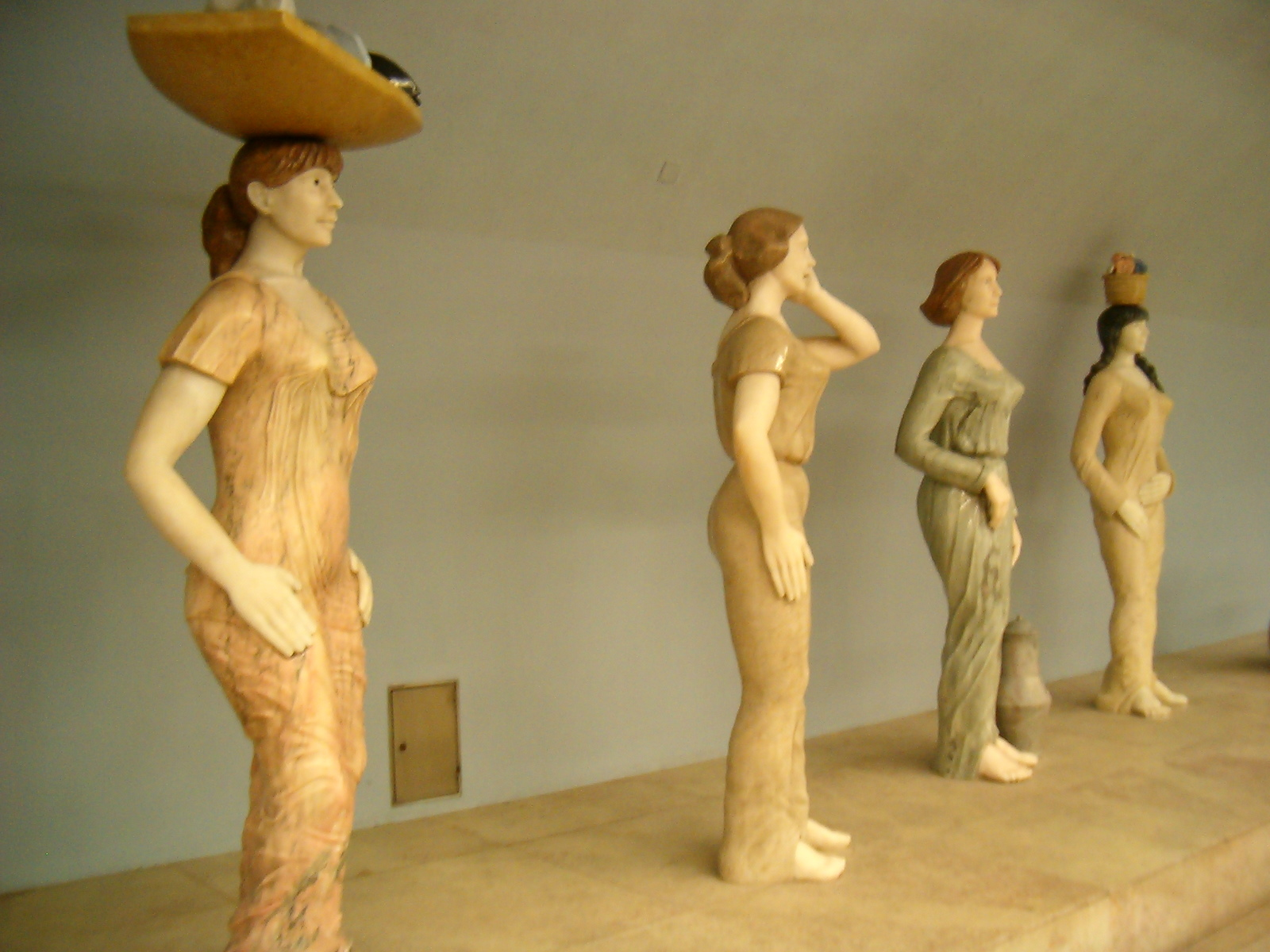
Скульптурна композиція у південній частині головної зали
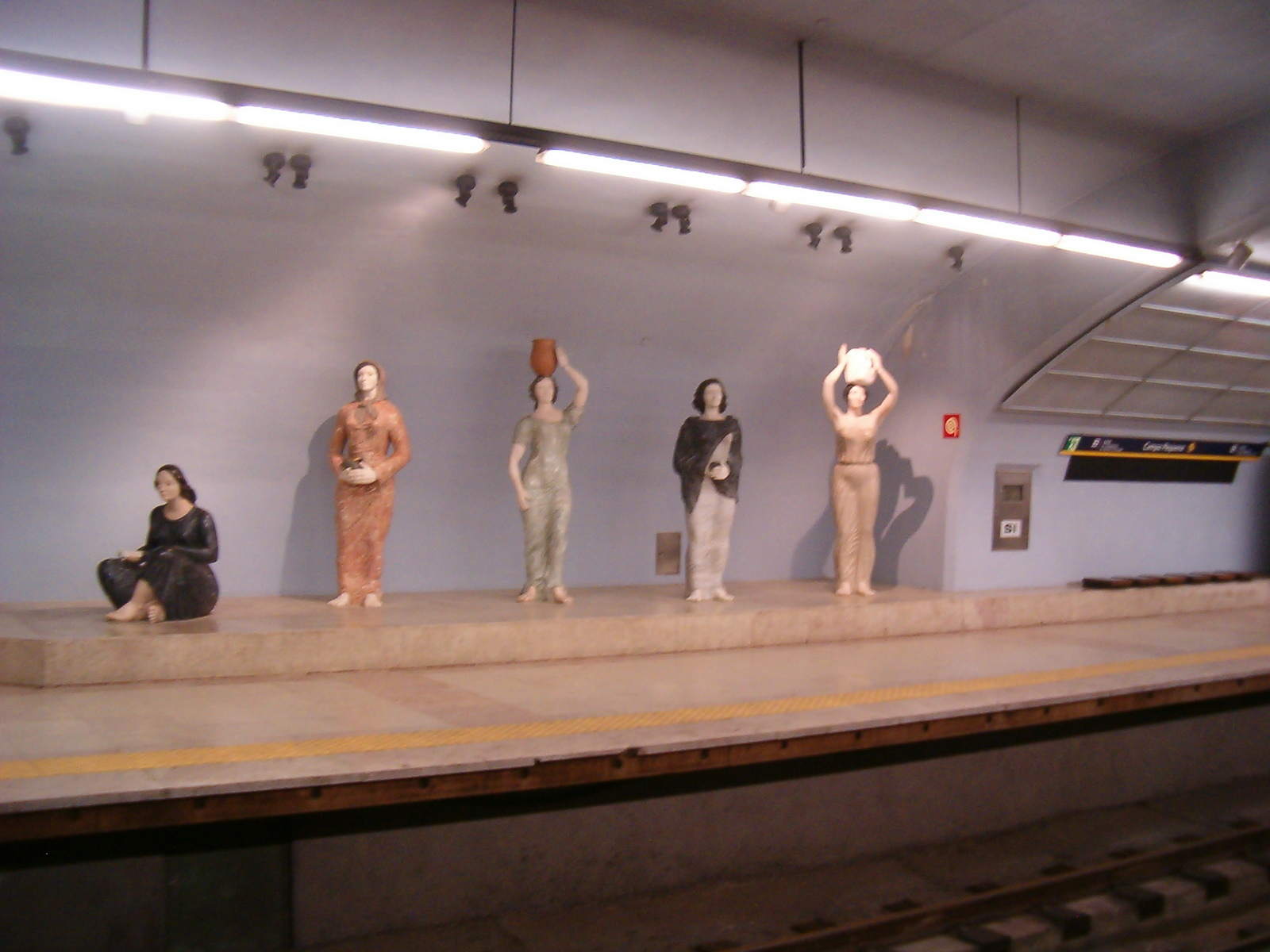
Скульптури жінок і посадкова платформа
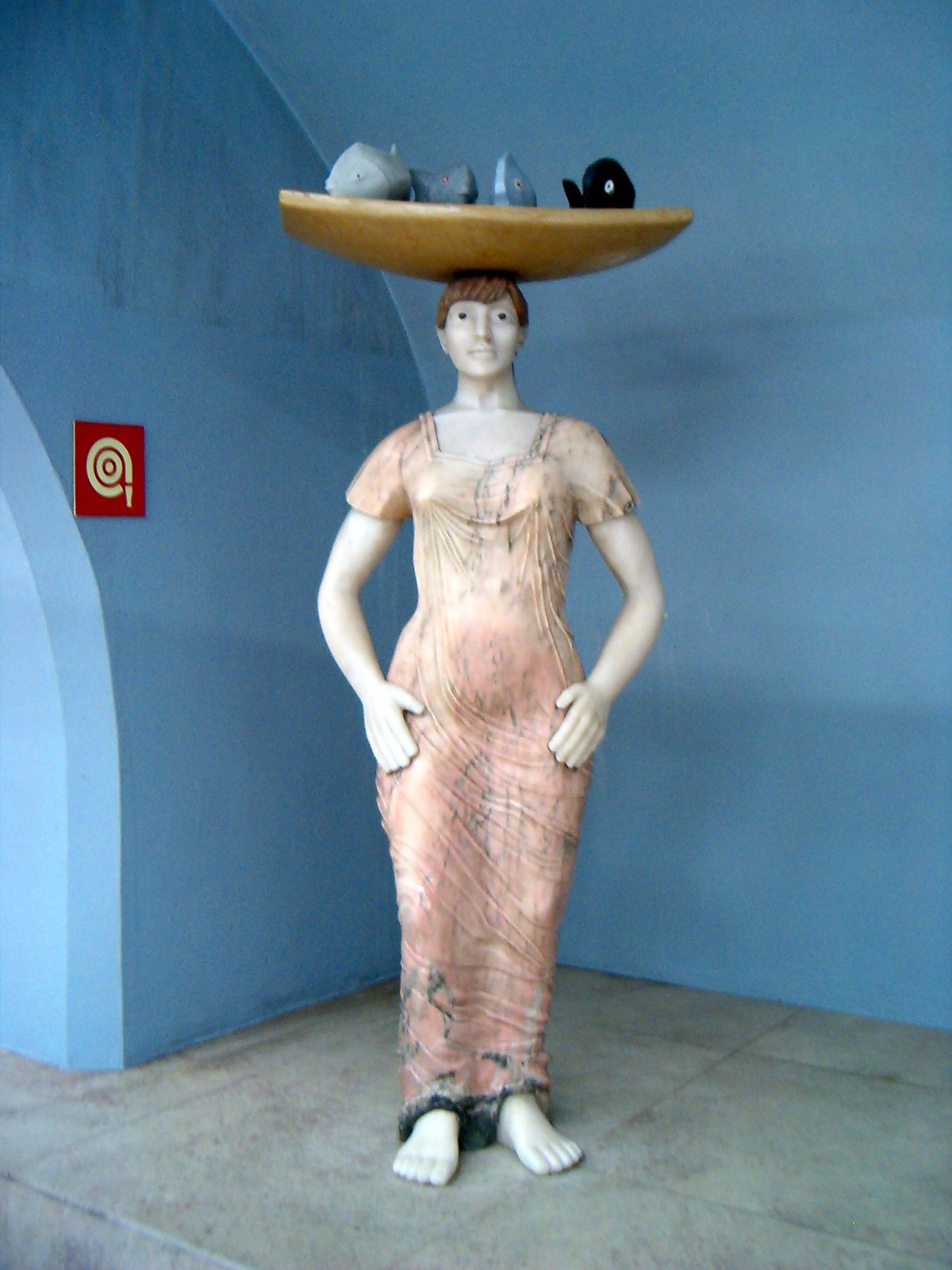
Скульптура типової продавчині риби (порт. peixeira)
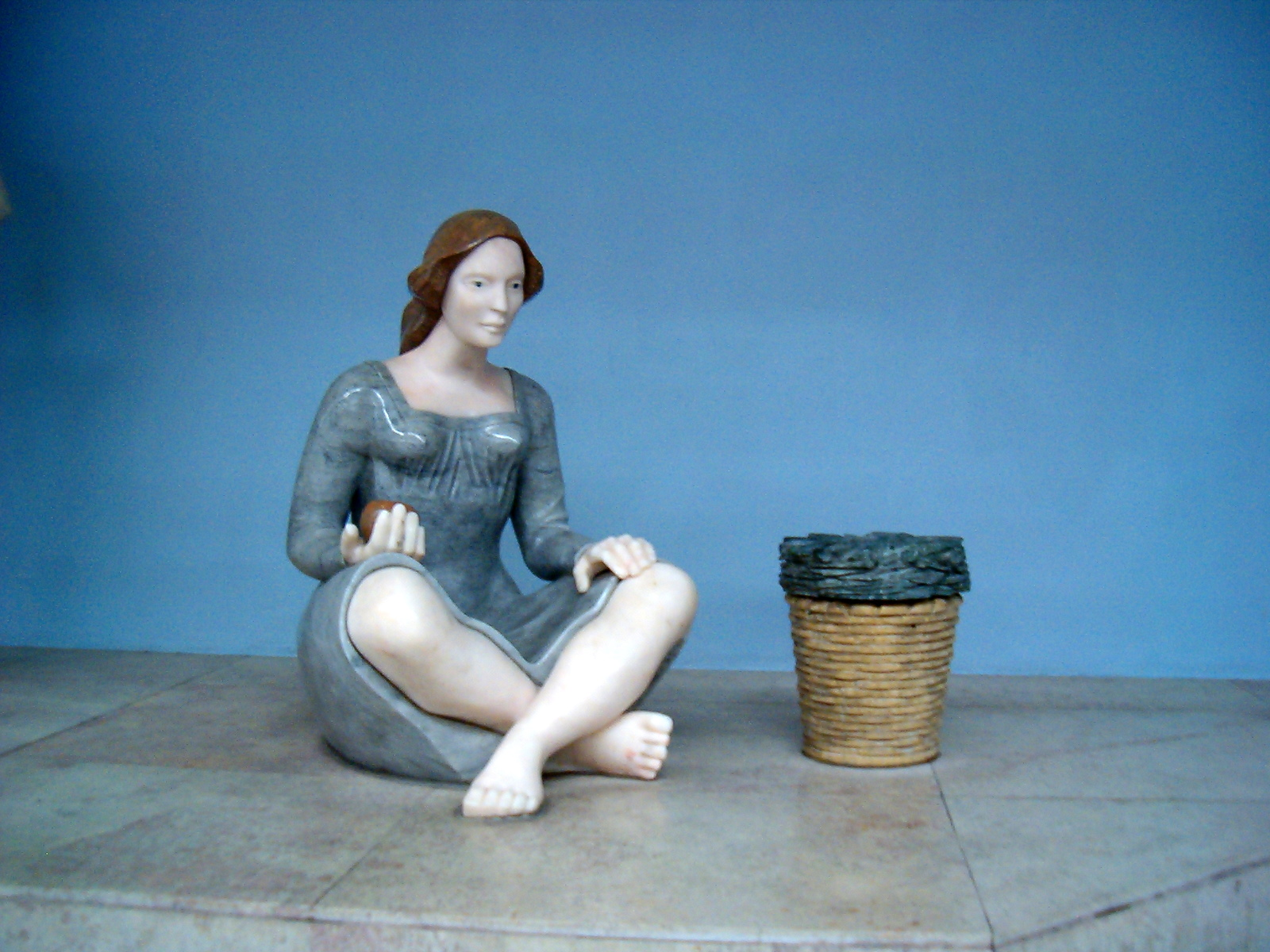
Скульптура жінки з яблуком і кошиком